# Рагби лига клуб Раднички Ниш
Рагби лига клуб Раднички Ниш је српски рагби лига (рагби 13) клуб из Ниша.

## Историја
Рагби лига клуб Раднички Ниш основан је 31. марта 2007. године у Нишу од стране велшког интернационалца и председника шкотске рагби лига федерације Џона Ризмана. Првобитно име је било Палилулац Чекићар. Прву утакмицу су имали јуна 2007. године када су поразили екипу ФПН XIII са резултатом 30:18. Од 2014. године, клуб мења име у Раднички Ниш заслугом верних Мераклија које прате сваку утакмицу нишких рагбиста.

## Ранг такмичења
Сезоне 2012, РЛК Ниш се сели у Групу Б Првенства Србије, односно у Другу лигу Србије. 
Од сезоне 2013. РЛК Ниш се поново такмичи у Првој лиги Србије.
Сезону 2015. РЛК Раднички Ниш такмичи се у Првој лиги Србије.

## Сезона 2015
У сезони 2015. РЛК Раднички Ниш такмичи се у Првој лиги Србије и Купу Србије.